# Myllyrivier (Kiruna)
De Myllyrivier is een rivier die stroomt in de Zweedse  gemeente Kiruna. De Myllyrivier ontstaat waar de Kuormakkarivier samenstroomt met een zijrivier; het is derhalve geen zelfstandige rivier. Ze is circa 5 kilometer lang. Ze mondt bij Lannavaara uit in de Lainiorivier
Afwatering: Myllyrivier → Lainiorivier → Torne → Botnische Golf